# مجتبى الشيرازي
اية الله السيد مُجتَبىٰ بن مَهدي بن حبيب الله الحُسَيني الشيرازي (1362 هـ - الآن). هو رجل دين شيعي عراقي معاصر مقيم في لندن.هو أصغر أبناء المرجع مهدي بن حبيب الله الشيرازي بعد المرجع المتوفى محمد الشيرازي ورجل الدين حسن الشيرازي - الذي اغتيل في بيروت - والمرجع المعاصر صادق الشيرازي، ولم يكن له أي دور قيادي أو إداري في مرجعية أخيه محمد، وإلى الآن ليس له كذلك في مرجعية أخيه صادق.
عُرِف الشيرازي بحدته وشدته في بيان آرائه تجاه عقائد السنة، وبعض الشخصيات التي يبجّلونها كأبي بكر وعمر بن الخطاب وعثمان بن عفان وعائشة وحفصة، و بانتقاده الصريح للحكومة الإيرانية المعاصرة، ومؤسسها الخميني وقائد الثورة الإسلامية الحالي علي خامنئي، و كذلك بآرائه الحادة في رجال الدين الشيعة من أتباع المدرسة الفلسفية والعرفانية مثل الملا صدرا الشيرازي ومرتضى مطهري والطباطبائي فيحكم بضلالهم وانحرافهم و زندقتهم.
إلى جانب ذلك عُرف عنه تسقيطه اعتبار أي شخصية شيعية تسعى إلى التقارب العقائدي مع المذهب السني من أمثال اللبناني محمد حسين فضل الله.
وكان له دور بارز في المشاركة في الثورة الإسلامية الإيرانية، حيث كان من أبرز المقرّبين لقائدها الخميني،(1)[بحاجة لمصدر] وكانت يكتب العديد من القصائد باللغة الفارسية محرّضاً الإيرانيين على إسقاط الشاه محمد رضا بهلوي. وسبق أن وجهت إليه دعوتين لتولي مناصب سياسية في الحكومة الإيرانية بعد انتصار الثورة؛ الأولى كانت موجهة له من الخميني، والثانية كانت موجهة له من حسين علي المنتظري[بحاجة لمصدر].

## حياته

### في العراق
ولد مجتبى الشيرازي في محافظة كربلاء في الرابع من شهر شعبان 1362 هـ (أي ما يُوافق سنة 1943 م)، وتربّى على يد والده مهدي الشيرازي الذي كان قد تسنّم المرجعية في كربلاء، وابتدأ دراسته الحوزوية في مسقط رأسه على يد والده وأخويه محمد وحسن، وبعض الأساتذة الآخرين في حوزة كربلاء آنذاك كمحمد الهاجري الأحسائي، وجعفر الرشتي، ويوسف الخراساني، وغيرهم.
هاجر إلى مدينة النجف ملازماً لأستاذه الخميني ولدرسه في البحث الخارج،(2) وكان الخميني قد جاء إلى النجف بعدما نفته الحكومة الإيرانية إلى تركيا، وكان من المؤيدين للخميني وللثورة في إيران، حتى أنه يُنقل أنّهُ لُقِّب في وسط الحوزة بمدينة النجف بـ:”العراقي الوحيد الذي يناصر الخميني“، كما أن له شعراً يمدح فيه أستاذه الخميني، من ضمنه هذا البيت:
وعاش في النجف فترة طويلة حضر فيها كذلك دروس بحث الخارج لبعض الأساتذة الموجودين آنذاك كالمرجع أبو القاسم الموسوي الخوئي.

### في إيران
عاش في مدينة قم عدة أعوام مشتغلاً بالدرس والتدريس، ثم انتقل منها إلى مدينة مشهد.

### هجرته إلى لندن
هاجر إلى المملكة المتحدة في سنة 1994، وقد تغير موقفه من الخميني وصار ممن يظهرون المآخذات الشرعية على نظامه، وذلك بسبب ما تعرض له أخوه المرجع السيد محمد الشيرازي من تضييق وملاحقة لأنصاره في تلك الفترة بسبب مواقفه ومؤلفاته ومحاضرات العامة حول السياسة الإسلامية العامة، والتي يظهر من خلالها، عبر المقارنة، مدى الفساد في القطاعين السياسي والاقتصادي وفي شتى المجالات الأخرى لدى الدولة الإيرانية الحديثة، ومن دون حاجة للتصريح بذلك، فاشتدت عليه المراقبة وعلى كل من يزور منزله في قم.

## أحداث البقيع
تعليقاً وتعقيباً على أحداث البقيع والاشتباكات التي حصلت بين الشيعة وقوات الأمن السعودي في المدينة المنورة؛ ألقى مجتبى الشيرازي عدة خطابات يهاجم فيها النظام السعودي وشخص الملك السعودي عبد الله بن عبد العزيز آل سعود، وعرض فيها جملةً من أفكاره وتطلعاته السياسية التي كان منها: الحث على السعي لتدويل المسجد الحرام والمسجد النبوي وجعلها تحت إدارة الأمم المتحدة، والقيام الفوري والجدّي والمثابر لاستقلال المنطقة الشرقية - التي تقطنها نسبة عالية من الشيعة - عن السعودية، وإعلانها دولة مستقلة ذات سيادة كاملة كبقية الدول، لافتاً النظر إلى النموذج الباكستاني بإعلان انفصال المسلمين عن الهندوس وقيام دولة باكستان.
وقد أُثيرت ضجة حول تصريحات الشيرازي في الإعلام - خاصةً الإعلام السعودي - الذي كن قد وجه الانتقاد إليه باللغة الفارسية أيضاً، وقد أبدى الشيرازي استغرابه من ذلك لأن خطابه الأول كان باللغة العربية، وكذلك فإنه لا يستعمل اللغة الفارسية إلا في محاضراته الفلسفة والعرفان حيث يستعرض وينقل فيها بعض الأقوال والكلمات بالفارسية، وقد علق عليها بأن ذلك يؤكد التعاون الحتمي بين الحكومتين السعودية والإيرانية.
وقد وجهت بعض الأطراف السنية الاتهام له ولتلميذه ياسر الحبيب بأنهما قد دعوا في كلماتهما وخطابتهما بخصوص أحداث البقيع وتفجيرات سامراء لقتل السنة وهدم مساجدهم، وقد رد الحبيب على ذلك نافياً أن يكون قصدهما جميع مساجد السنة: ”هذه الدعوة منحصرة بتلك المساجد – أو المعابد الشيطانية – التي يثبت أنها من أوكار الوهابيين الإرهابيين المجرمين، أما تلك التي لا علاقة لها بهؤلاء فيحرم تدميرها حتى وإن كانت للبكريين المخالفين“.

## الانتقاد
يختلف منهج مجتبى الشيرازي بشكل واضح عن رجال الدين البارزين في عائلته، بنحو يجعله شاذا عنهم بل ومنبوذا عند كثير من أنصارهم وأتباعهم، ولذا أصدر مكتب صادق الحسيني الشيرازي بيانا يدل على أنه لا يمثله في المواقف والآراء إلا موقعه الرسمي أو مكاتب المرجعية بواسطة الوكلاء المفوضون والمنتدبون. وقد نقل ابن أخيه محمد رضا بعضا مما وصل إليه منه من وصايا تربوية وما أشبه، وبنحو عام تفيد مكاتبات المنشورة بين مجتبى وأخيه صادق الحسيني الشيرازي، بمخاطبته بدرجة علمية ”حضرة سماحة آية الله الحاج السيد مجتبى الشيرازي دامت بركاته“. وقد أشار السيد صادق الشيرازي في هامش أحد مؤلفاته بأن لأخيه مجتبى بحثا في شأن هذا الموضوع: ”وقد أفرد لهذا الموضوع أخي العلامة الحجة السيد مجتبى الشيرازي بحثا مطولا طبع في بعض المجلات المصرية“.
وكذلك اتهمه بعض رجال الدين الشيعة كالسعودي حسن الصفار بتفرقة المسلمين، وقد قال عن حديث الشيرازي الموجه ضد أبي بكر وعمر وعائشة ومن أشبه - ممن يعدّون شخصيات مقدسة عند السنة - في محاضراته بأنها: ”غير مقبولة على الإطلاق، وتأتي ضمن الجهود الخبيثة لإيقاع الفتنة بين المسلمين“.

## عناوين سلاسل محاضراته

### المحاضرات
| - الفلسفة والعرفان.(3) - الإمامة. - السيرة النبوية. - السيرة العلوية. - السيرة السجادية. - السيرة الباقرية. - السيرة الصادقية. | - السيرة الكاظمية. - السيرة الرضوية. - السيرة الجوادية. - السيرة الهادية. - السيرة العسكرية. - النبوة والأنبياء. - محاضرات رمضانية. | - مواعظ. - مواعظ المعصومين. - مواعظ الحديث القدسي. - مواعظ لقمان الحكيم. - الإمام الحسين. - عاشوراء. - البراءة والولاية. | - أحاديث النبي حول الوصي. - أبو بكر في الحديث. - أهل البيت في القرآن. - أهل البيت في الحديث. - تفسير القرآن الكريم بالحديث الشريف. - الإيمان والكفر. |

### الكتب والمؤلفات

غلاف كتاب اجتماعيات الإسلام. (طبعة سنة 1380 هـ)

| - فلسفة تعدد زوجات الرسول. يستعرض فيه أسباب تعدد زوجات النبي محمد حسب آرائه واستنتاجاته، وهو من تأليفه في كربلاء. - اجتماعيات الإسلام. طُبِع سنة 1380 هـ بمطبعة الغري في مدينة النجف، ويسُتفتح الكتاب بتصديرٍ كتبه محمد الشيرازي - الشقيق الأكبر للمؤلف -. وقد ترجم رجل الدين الإيراني أحمد صادقي أردستاني الكتاب إلى اللغة الفارسية بعنوان اخلاق خانواده. - هذا رسول الله. - حضارة بريئة. - مجموعة في الفقه. مخطوط. - مجموعة في الأصول. مخطوط. - مجموعة في الرجال. مخطوط. - ديوان شعر. مخطوط. | - الإمام أمير المؤمنين في سطور. - الوحدة الإسلامية الكبرى تأمين للوحدة العربية. - نقاط مضيئة عن رجل وضاء. - سلسلة أعلام الشيعة: 1. ثقة الإسلام الكليني. 2. الشريف المرتضى علم الهدى. 3. الشريف الرضي. 4. الشيخ المفيد. 5. الشيخ الصدوق. 6. الشيخ الطوسي. |

## وصلات خارجية
- موقع «الحديث الشريف»